# Hypnum nano-polymorphum
Hypnum nano-polymorphum là một loài Rêu trong họ Hypnaceae. Loài này được Müll. Hal. mô tả khoa học đầu tiên năm 1879.